# Nocticanace galapagenis
Nocticanace galapagenis är en tvåvingeart som först beskrevs av Charles Howard Curran 1934.  Nocticanace galapagenis ingår i släktet Nocticanace och familjen Canacidae. Inga underarter finns listade i Catalogue of Life.